# Star in the Star
Star in the Star è stato un programma televisivo di genere talent show, varietà e musicale italiano, andato in onda in prima serata su Canale 5 dal 16 settembre al 14 ottobre 2021 con la conduzione di Ilary Blasi. Era l'adattamento italiano della versione tedesca del talent show canoro Big Performance – Wer ist der Star im Star?, a sua volta ispirato al format della Brainpool, intitolato Bongmyeon ga-wang.

## Il programma
Il programma era realizzato da Banijay Italia, mentre la direzione artistica era affidata a Luca Tommassini.
La prima edizione è andata in onda ogni giovedì in prima serata su Canale 5 dal 16 settembre al 14 ottobre 2021 per cinque puntate con la conduzione di Ilary Blasi.

## Produzione
Dalla seconda puntata della prima edizione, in seguito ai bassi ascolti e ad alcune problematiche insorte tra Mediaset e la casa di produzione Banijay, il gioco viene parzialmente modificato e le puntate, che inizialmente dovevano essere sette, vengono ridotte a cinque, anticipando così la conclusione (inizialmente prevista il 28 ottobre) al 14 ottobre 2021.

## Regolamento
All'inizio del programma i concorrenti dovranno imitare il cantante assegnato, che sarà sempre lo stesso per tutte le puntate, cantando in playback e poi con la loro voce, cercando di imitarlo.
Al termine delle esibizioni, nelle prime due manches, ogni cantante verrà votato dal pubblico costituito dai fan club degli artisti in gara esprimendo un voto da 1 a 5 ad esclusione del proprio.
Ad ogni manche, la star che riceverà meno voti andrà allo show-down, in cui, nel duello finale tra le due star meno votate saranno i tre giurati a decidere chi eliminare.
Alla fine di ogni puntata sarà eliminato un concorrente, che verrà smascherato. Vincerà chi dimostrerà di essere il più bravo.
Le leggende infatti dovranno cantare dal vivo, e ci saranno due eliminati per ogni puntata.
Infatti, il quarto e quinto classificato della prima manche si sfideranno in uno show-down al termine del quale i giudici dovranno scegliere chi può continuare la gara e chi invece deve abbandonare togliendosi la maschera, così come per la seconda manche.
Inoltre, le prime leggende classificate di ogni manche si sfideranno per stabilire il miglior personaggio della serata.
Durante la semifinale, le star si sfideranno in due manche alla quale partecipano tutte e cinque le maschere rimaste, mentre nella seconda manche canteranno delle cover.
Rimane lo show-down tra il quarto e quinto classificato di ogni manche e il duello tra i due migliori.
I punti della prima manche sono nascosti e verranno sommati a quelli della seconda manche, nella quale le leggende canteranno i loro successi. Il quarto è quinto classificato si sfidano allo show-down, al termine del quale la giuria sceglierà chi deve continuare il programma e chi togliersi la maschera.
Nella terza manche le leggende rimaste in gara si esibiranno cantando un medley delle loro migliori canzoni e i giudici sceglieranno chi eliminare.
Infine, le ultime due leggende si scontreranno per stabilire chi sarà il vincitore dell'edizione scelto dal pubblico in studio.

## Edizioni
| Edizione | Anno | Conduzione  | Periodo           | Periodo         | Puntate | Giuria           | Giuria         | Giuria       | Regia               | Montepremi | Concorrenti | Vincitori | Vincitori      | Studio                            |
| Edizione | Anno | Conduzione  | Inizio            | Fine            | Puntate | Giuria           | Giuria         | Giuria       | Regia               | Montepremi | Concorrenti | VIP       | Leggenda       | Studio                            |
| -------- | ---- | ----------- | ----------------- | --------------- | ------- | ---------------- | -------------- | ------------ | ------------------- | ---------- | ----------- | --------- | -------------- | --------------------------------- |
| 1ª       | 2021 | Ilary Blasi | 16 settembre 2021 | 14 ottobre 2021 | 5       | Claudio Amendola | Marcella Bella | Andrea Pucci | Piergiorgio Camilli | 100000 €   | 11          | Syria     | Loredana Bertè | Studio Robinie di Cologno Monzese |

## Concorrenti

### Star in the Star 1(2021)
La prima edizione di Star in the Star è andata in onda dal 16 settembre al 14 ottobre 2021 ogni giovedì in prima serata su Canale 5, dallo studio Robinie di Cologno Monzese, con la conduzione di Ilary Blasi, affiancata dalla giuria composta da: Claudio Amendola, Marcella Bella e Andrea Pucci.
L'edizione è stata vinta dalla leggenda Loredana Bertè interpretata da Syria, che si è aggiudicata il montepremi di 100 000 euro.
| Leggenda         | VIP                | Età     | Professione                                          | Stato                |
| ---------------- | ------------------ | ------- | ---------------------------------------------------- | -------------------- |
| Loredana Bertè   | Syria              | 44 anni | Cantante                                             | Vincitrice           |
| Mina             | Lola Ponce         | 39 anni | Cantante, attrice                                    | Seconda classificata |
| Michael Jackson  | Alexia             | 54 anni | Cantautrice                                          | Terzo classificato   |
| Lady Gaga        | Silvia Salemi      | 43 anni | Conduttrice TV, conduttrice radiofonica, cantautrice | Quarta classificata  |
| Claudio Baglioni | Luca Laurenti      | 58 anni | Conduttore TV, comico, musicista                     | Eliminato            |
| Pino Daniele     | Sal Da Vinci       | 52 anni | Cantante, attore                                     | Eliminato            |
| Madonna          | Daniela Martani    | 48 anni | Conduttrice radiofonica, personaggio TV              | Eliminata            |
| Zucchero         | Adriano Pappalardo | 76 anni | Cantautore, attore                                   | Eliminato            |
| Paul McCartney   | Ronn Moss          | 69 anni | Attore, musicista, cantante                          | Eliminato            |
| Patty Pravo      | Gloria Guida       | 65 anni | Attrice, conduttrice TV                              | Eliminata            |
| Elton John       | Massimo Di Cataldo | 53 anni | Cantautore                                           | Eliminato            |

## Audience
| Edizione | Rete televisiva | Anno | Stagione | Programmazione | Programmazione | Programmazione | Programmazione | Programmazione | Programmazione | Programmazione | Collocazione | Media auditel  | Media auditel | Premiere       | Premiere | Finale         | Finale |
| Edizione | Rete televisiva | Anno | Stagione | L              | M              | M              | G              | V              | S              | D              | Collocazione | Telespettatori | Share         | Telespettatori | Share    | Telespettatori | Share  |
| -------- | --------------- | ---- | -------- | -------------- | -------------- | -------------- | -------------- | -------------- | -------------- | -------------- | ------------ | -------------- | ------------- | -------------- | -------- | -------------- | ------ |
| 1ª       | Canale 5        | 2021 | autunno  |                |                |                |                |                |                |                | Prima serata | 1 919 000      | 11,25%        | 1 947 000      | 11,02%   | 2 057 000      | 12,70% |